# کامازپام
کامازپام(به انگلیسی: Camazepam) یک داروی سایکو اکتیو بنزودیازپینی است که با نام‌های تجاری Albego, Limpidon و Paxor به بازار عرضه می‌شود. این ماده دی‌متیل کاربامات استر از تمازپام است، که متابولیتی از دیازپام محسوب می‌شود. این دارو دارای خواص ضد اضطراب، ضد تشنج، شل کننده عضلات اسکلتی و خواب آور است. در مقایسه با دیگر بنزودیازپین‌ها از خاصیت ضد اضطرابی بالای برخوردار است اما دارای خاصیت ضدتشنج، خواب آوری و شل کننده عضلات اسکلتی محدودی است.